# Шитяс
Шитяс — река в России, протекает по Рязанской области. Правый приток реки Рановы.

## География
Река Шитяс берёт начало в лесах около деревни Урицкое. Течёт на запад. Устье реки находится в 1 км от устья Рановы. Длина реки составляет 15 км, площадь водосборного бассейна — 84,2 км².

## Данные водного реестра
По данным государственного водного реестра России относится к Окскому бассейновому округу, водохозяйственный участок реки — Проня от истока и до устья, речной подбассейн реки — Бассейны притоков Оки до впадения Мокши. Речной бассейн реки — Ока.
Код объекта в государственном водном реестре — 09010102112110000025806.